# José Pérez Ballesteros
José Pérez Ballesteros (Santiago de Compostela, 30 de junio de 1833-La Coruña, 30 de octubre de 1918) fue un escritor en gallego y castellano, y un investigador del folclore gallego, considerado como uno de los Precursores.

## Biografía
Cursó las carreras de Derecho y Filosofía y Letras en la Universidad de Santiago de Compostela, acabando por doctorarse en la primera de ellas en 1859, con una tesis sobre el concilio de Trento, que presentó en la Universidad Central madrileña.
En 1862 participó en la colectánea poética del Álbum de la Caridad, con una sola obra "Un soño", que databa de 1853.
En 1865 aprobó por oposición la cátedra de Lógica, Psicología y Ética, que ejerció en el Instituto de bachillerato de La Coruña. En 1878 pasó a ostentar el cargo de director de dicho centro de estudios, en el que permaneció hasta su jubilación. En ese incluso año de 1878, publica su primer libro de poesías: Versos en dialecto gallego.
Al ser fundada la sociedad "El Folklore Gallego" en la ciudad herculina, el 25 de febrero de 1884, que presidió Emilia Pardo Bazán, Pérez Ballesteros ingresó en ella como vocal de la junta directiva. En ese mismo año dedicaría a dicha asociación la primera escolma de entidad sobre la cantiga gallega, el Cancionero Popular Gallego, publicado en los dos años siguientes.
En los años sucesivos, desde un punto de vista creativo, publicó sólo otro libro poético, Foguetes (1888), y, de resto, composiciones sueltas, que aparecieron en diversos periódicos y revistas, como El Heraldo Gallego de Orense, Revista de Galicia o Revista Gallega de La Coruña, en A Monteira de Lugo etc. Colaboró con cuatro poemas en la edición políglota de Lo Gayter del Llobregat (1888-89), en la que participaron otros cinco escritores gallegos. Publicó también algunos artículos de temas lingüísticos y literarios.

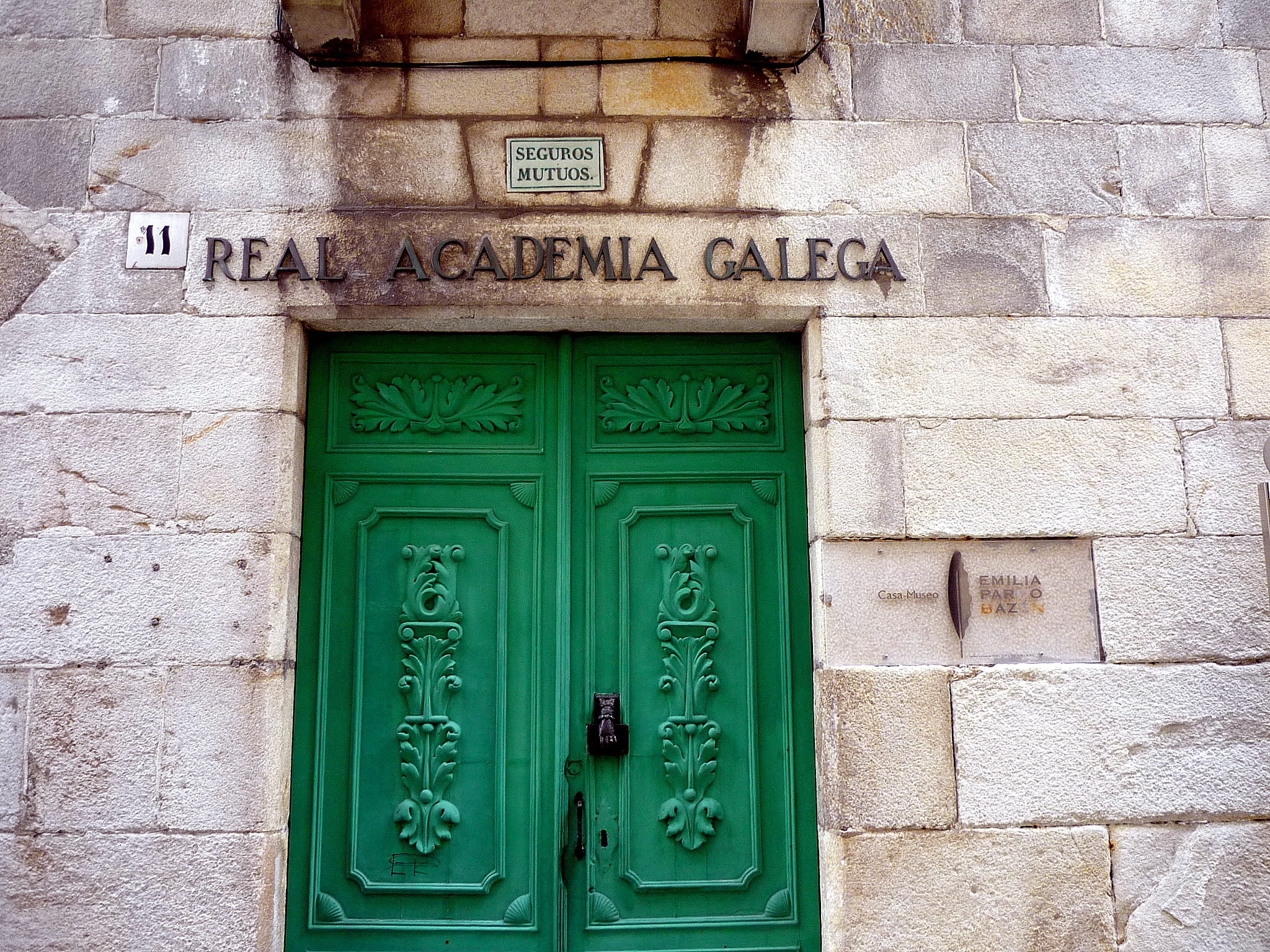
Real Academia Gallega.

Ballesteros fue uno de los asiduos de las tertulias de la coruñesa Cueva Céltica, radicada en la librería de Eugenio Carré Aldao. En 1905, Pérez Ballesteros formó parte de la comisión con representantes de toda Galicia, que según encargo de Manuel Curros Enríquez desde Cuba, debería encargarse de organizar la Academia Gallega; Ballesteros, junto con Manuel Murguía, era el representante de la provincia de La Coruña. Poco tiempo después, Pérez Ballesteros fue uno de los cuarenta miembros fundadores de la Real Academia Gallega, de la que fue su primer tesorero.

## Obra

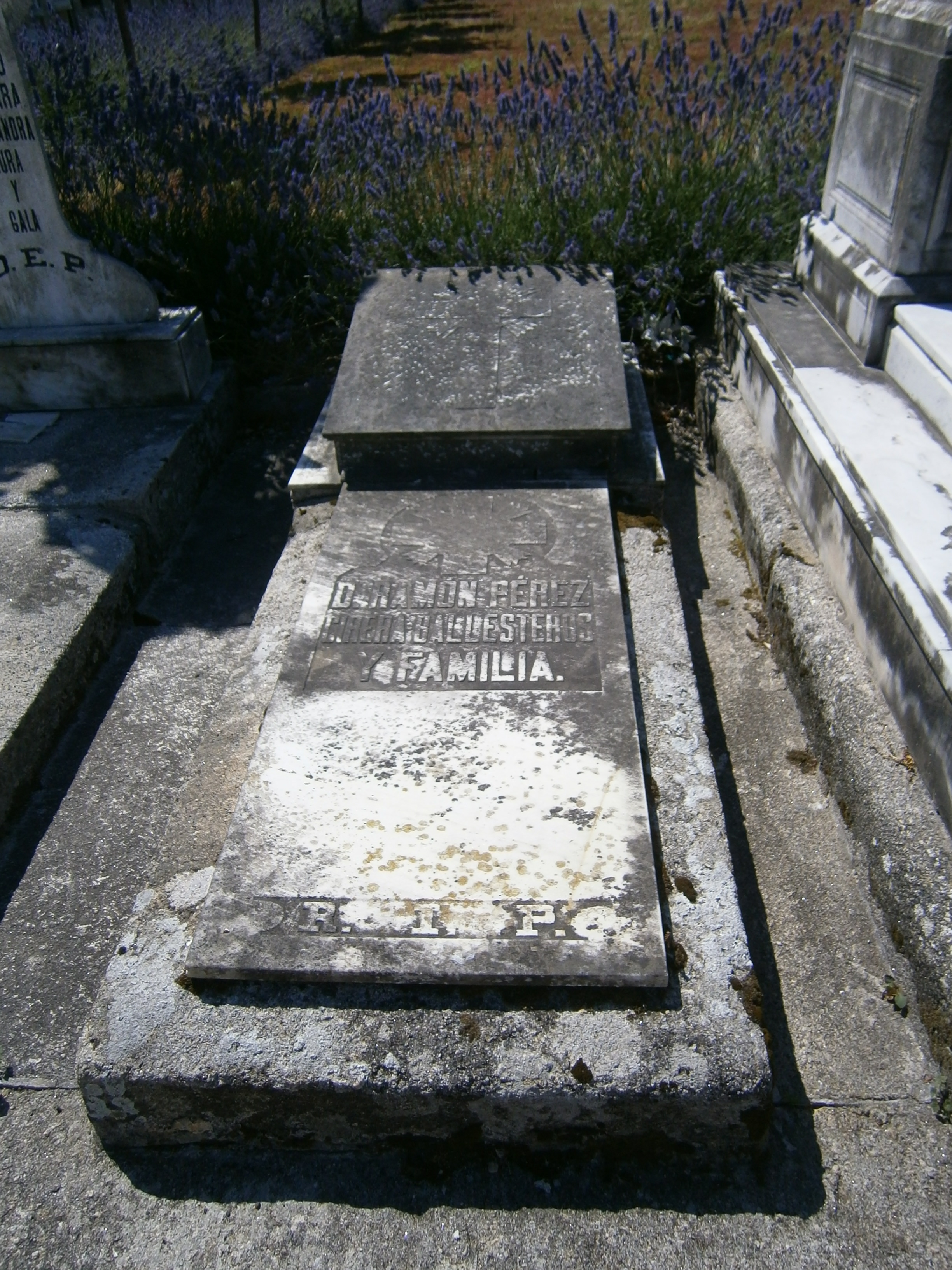
Tumba en el Cementerio de San Amaro.

### Creación literaria
- Versos en dialecto gallego y correspondencia castellana de sus principales voces.[1] Madrid. P. Calleja y Compañía, Editores. 1878, con prólogo de Juan Antonio Saco y Arce.
- Foguetes.[2] La Coruña. Andrés Martínez Salazar Editor. 1888.

### Investigación
- Juício crítico acerca de él Concilio de Trento y estado de lana disciplina eclesiástica antes y después de su celebración. (tesis de doctorado).[3] Madrid. 1859.
- Cancionero Popular Gallego y en particular de la provincia de La Coruña.[4] Madrid. Biblioteca de Tradiciones Populares, T. VII (1885), T. VIII (1886), T. IX (1886), con prólogo de Teófilo Braga y apéndice de Antonio Machado y Álvarez. En 1979 se hizo una edición facsímile de esta obra por Akal Editor, en la colección Arealonga - ISBN 84-7339-445-3
- Apuntes cervantinos. la Coruña. Tipografía La Constancia. 1905.

### Artículos diversos
- Un descubrimiento zoológico de él Sr. López Seoane, en la revista La Ilustración Gallega y Asturiana, n.º 9, 28-III-1881.
- Cuestión gramatical: cuento, en la revista Galicia, n.º 5. La Coruña. 1888.
- Indicaciones acerca de lana Prosodia y Ortografía gallegas, en la revista Galicia, n.º 8. La Coruña. 1888.